# Kašna v Heřmanově Městci
Polygonální pískovcová kašna s kovovou dekorativní fontánou z roku 1848 se nalézá ve městě Heřmanův Městec v okrese Chrudim.  Socha stojí v centru Masarykova náměstí naproti zámku a od roku 1964 je chráněna jako nemovitá kulturní památka. 

## Popis
Polygonální desetistranná pískovcová kašna z roku 1848 má obvodní zdi sepnuté novodobým ocelovým pásem. Obvod kašny je pokryt novodobým dřevěným parapetem.
Uprostřed kašny stojí čtyřhranný podstavec zakončený nahoře profilovanou římsou.
Na podstavci stojí litinová fontána ve tvaru dvou nad sebou umístěných kruhových prolamovaných (zvlněných) vějířovitých mís. Horní vějířovitá mísa je umístěna na kovovém podstavci ve tvaru makovice. Válcový dřík fontány je zdoben mušlemi a rostlinnými motivy. Z horní mísy vyčnívají tři mořské příšery se spojenými ocasy, ze kterých tryská vzhůru voda.
V minulosti byla kašna na zimu obkládána dvojitým dřevěným bedněním, do kterého se shrabovalo listí, a kašna se na zimu nevypouštěla.

## Galerie

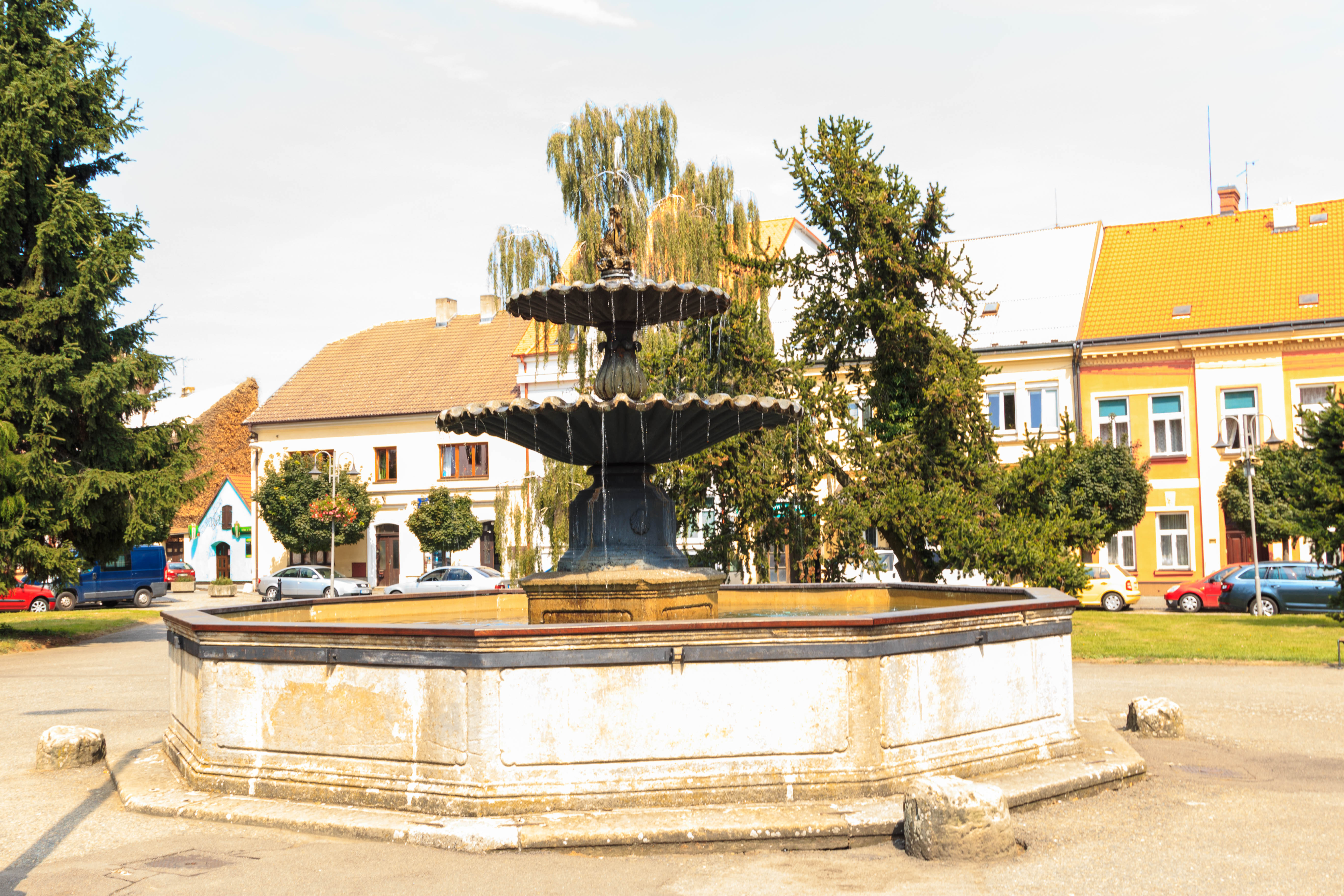
kašna v Heřmanově Městci - stav v roce 2017
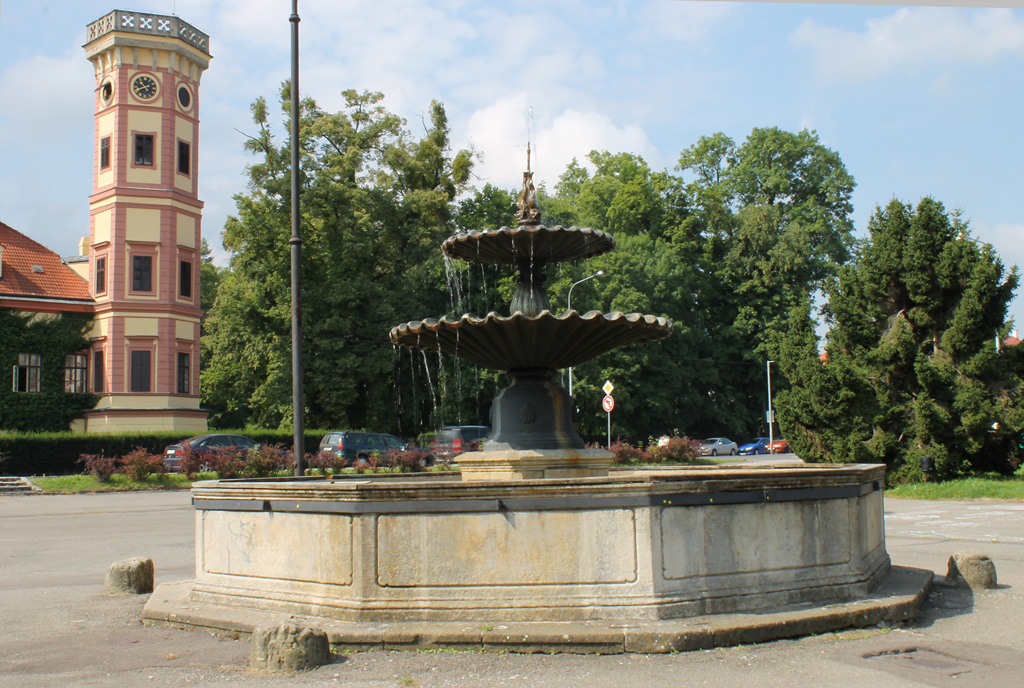
Kašna se zámeckou věží v roce 2014